# 역사인구학
역사인구학(historical demography)은 과거 인구 자료 분석을 중심으로 하는 학문이다.